# Heights (группа)
Heights — британская хардкор-панк-группа из Уэлин-Гарден-Сити, Англия. Состав группы сформирован в 2009 году, в него вошли: вокалист Алекс Монти, гитаристы Дин Ричардсон и Том Грин, а также барабанщик Том Хаттон. На них повлияло множество музыкальных стилей, а так же такие группы, как Devil Sold His Soul, Architects, Underoath, Comeback Kid, Nick Cave Bad Seeds and Gallows.
Группа выпустила свой дебютный альбом Dead Ends 21 июня 2011 года на лейбле Mediaskare Records и получила признание критиков — это был первый альбом года, получивший оценку KKKKK (5/5) от Kerrang! а также набрал 8/10 баллов от журналов Metal Hammer и Rocksound. Релиз ознаменовался обширным туром группы с различными группами альтернативной музыки, таких как Architects, Biohazard и Attack Attack!. После выпуска дебютного альбома группа покинула лейбл Mediaskare Records и подписала контракт с Transcend Music, на котором и вышел их второй и последний альбом Old Lies For Young Lives. В 2014 году группа выпустила трёхпесенный EP под названием «Strangers», который стал их последним студийным материалом, выпущенным до распада.
После распада в 2014 году бывшие участники группы занялись другими музыкальными проектами, наиболее заметным из которых стал гитарист Дин Ричардсон, присоединившийся к группе Frank Carter & the Rattlesnakes. Бывший вокалист Томас Дебаэр сформировал металкор-группу Counting Days, которая выпустила свой дебютный альбом Liberated Sounds в 2015 году.

## История

### Dead Ends (2010—2011)
Heights записали свой первый альбом в Outhouse Studios в Рединге, Великобритания. Он был выпущен 21 июня 2011 года и получил одобрение критиков. Журнал Kerrang! поставил альбому 5/5, и на момент выхода в свет он был единственным альбомом того года, получившим полную оценку. Альбом также получил оценку 8/10 от журналов Metal Hammer и Rocksound.
В поддержку альбома Heights совершили ряд туров и выступлений на фестивалях, включая появление на сцене Red Bull на Download Festival 2011. В конце 2011 года Heights отправились в тур вместе с Architects, Deaf Havana и Tek One в их самом разнообразном и масштабном туре на сегодняшний день. В конце 2011 года Dead Ends был включен в список 100 лучших альбомов года журналом Big Cheese, а также отмечен журналом Kerrang! как 10-й любимый альбом редактора Джеймса МакМахона за год.

### Смена состава и «These Streets / Gold Coast» (2012)
В 2012 году Heights продолжили гастролировать в поддержку Biohazard и Attack Attack! во время их туров по Великобритании.
Heights объявили об окончании эпохи Dead Ends специальным выступлением в The Peel в Кингстоне — группа заявила, что это будет последний раз, когда фанаты смогут услышать некоторые песни с альбома, пока они будут готовить свой следующий альбом.
В марте 2012 года группа на своём веб-сайте бесплатно выпустила две песни под названием «These Streets» и «Gold Coast». Главный трек «These Streets» был представлен эксклюзивно на шоу Дэниела П. Картера Radio 1 Rock Show 13 марта и с тех пор транслировался на BBC Radio 1 и XFM.
Также в марте было объявлено, что Heights были номинированы на премию Metal Hammer Golden Gods Awards 2012 в категории «Лучшая новая группа».
После возвращения из европейского тура 6 мая они объявили, что выгнали вокалиста Томаса Дебаера. Группа не публиковала никаких официальных объявлений или объяснений в течение недели, а 10 мая объявила, что басист Алекс Монти возьмет на себя вокал вместе с сэмплом под названием «Heights Is Dead».
Группа объявила, что должность басиста останется открытой до тех пор, пока не будет найден подходящий человек, и что друзья будут играть с ними вживую до этого времени. 4 июня группа вошла в студию Outhouse в Рединге, чтобы записать свой второй студийный альбом, без каких-либо подробностей о релизе. В июле и августе 2012 года Heights совершили турне по Австралии в поддержку House vs. Hurricane для тура «Crooked Teeth», и закончили год, гастролируя с Architects и While She Sleeps в Европе в октябре и ноябре.

### Old Lies for Young Lives (2013—2014)
Первый тур Heights в 2013 году был в поддержку Your Demise в Великобритании в феврале 2013 года.
11 февраля 2013 года Дэниел Картер представил свой первый сингл «Eleven Eyes», взятый из их второго альбома на Radio 1 Rock Show. На следующий день было выпущено видео с Сэмом Картером в качестве приглашённого вокалиста.
Сразу после тура Heights объявили, что их второй альбом Old Lies For Young Lives должен быть выпущен 29 апреля 2013 года, а так же о выступлениях на фестивалях Hevy, Summerjam и Slam Dunk, запланированных на лето. Внутри страны они запланировали хедлайнерский тур — свой первый в Великобритании — охватывающий девять дат с конца сентября по октябрь 2013 года.

### Распад и финальный релиз
В марте 2014 года группа объявила о своём распаде, заявив:
«к концу прошлого года пара из нас просто не чувствовала той же страсти, на которую мы всегда полагались, и без этого мы все знали, что пришло время. На самом деле, мы стали ближе как друзья, чем когда-либо, и мы планируем провести последние шоу, наслаждаясь окончанием того, что навсегда останется тем, чем мы гордимся». 
Вскоре после анонса группа объявила о прощальном туре по Великобритании и Европе с сентября по октябрь 2014 года с участием двух британских групп «The Catharshits» и «Echoes». Также группа объявила анонсировала тур по Австралии и Юго-Восточной Азии в сентябре 2014 года. Группа также выпустила трёхпесенный EP под названием «Strangers» перед своим последним концертом. Последний концерт группы состоялся 5 октября 2014 года в Лондоне.
В 2015 году группа загрузила на свой YouTube-канал видео под названием «Cabin Fever», в котором зафиксированы их последние 25 выступлений в составе группы, а также собраны кадры с выступлений.

## Члены группы
- Дин Ричардсон — гитара (2009—2014)
- Том Грин — гитара (2009—2014)
- Том Хаттон — ударные (2009—2014)
- Алекс Монти — вокал (2012—2014), бас (2011—2012)

### Бывшие члены группы
- Томас Дебаэр — вокал (2009—2012)
- Эндрю Моулдер — бас (2009—2011)

## Дискография
Студийные альбомы
- Dead Ends (2011)
- Old Lies for Young Lives (2013)

EP
- The Land, the Ocean, the Distance (2009)
- Strangers (2014)

Сингл
- «These Streets / Gold Coast» (2012)